# Adrien-Benjamin Féline
Adrien-Benjamin Féline, ou Adrien Féline, militaire, polémiste français ayant écrit plusieurs ouvrages sur l'orthographe du français, est né le 6 mars 1793, et mort le 8 février 1863 .

## Biographie
Adrien Féline est élève de l'École polytechnique (X 1813). Il appartient à la promotion qui a servi dans une batterie à la défense de Paris contre les troupes russes, en 1814, en avant de la barrière du Trône. Après le retour de Bourbons en France, il a renoncé à l'École polytechnique pour entrer dans les gardes corps du roi. Au retour de Napoléon Ier, il a fait partie de l'escorte du roi jusqu'à la frontière, et retournant à Paris, il a été exilé à Cherbourg pendant les Cent-Jours. Après l'abdication de Napoléon Ier, il est entré dans la cavalerie.
En 1815, Louis XVIII avait supprimé la conscription et la remplaçant par l'engagement volontaire dans l'article 12 de la Charte. La faiblesse du financement n'attirant par les enrôlements, la France n'avait plus d'armée. Le souhait du maréchal de Gouvion-Saint-Cyr, ministre de la guerre, de recréer une armée a fait passer une loi permettant de rétablir partiellement la conscription par tirage au sort, de créer la règle de l'avancement des officiers à l'ancienneté pour les deux tiers, au choix pour un tiers ainsi qu'une réserve. Son premier mémoire sur le recrutement, en 1818, traite du recrutement de l'armée et critique la loi, en particulier l'avancement à l'ancienneté et la faiblesse du recrutement en cas de guerre.
Il a démissionné de l'armée en 1820 ayant abandonné les idées de gloire militaire.
En 1829, le tsar Nicolas étant intervenu contre le sultan de Turquie, il lui impose ses conditions de paix après la guerre russo-turque de 1828-1829. Dans une pétition à la Chambre, il réclame un droit d'intervention dans les querelles des souverains. Il écrit que la France « doit se déclarer, non pas seulement aujourd'hui, mais pour toujours, le protecteur des nations menacées par la Russie ». Il répond ensuite au général baron de Richemont, membre de la Chambre des députés, qui avait défendu une position opposée. Adrien Féline était partisan de l'alliance avec l'Angleterre et deu progrès par le travail, le baron de Richemont favorable à une alliance avec la Russie, la guerre et l'agrandissement du pays par les conquêtes. Il écrit que la sécurité du pays était préférable à un agrandissement imposé par la force et que « ce n'est ni par le sang ni par le carnage que l'on peut acquérir un droit de propriété immuable, c'est par le travail et la sueur », et plus loin, « Il viendra un temps où le souverain qui s'emparera d'une province, et le fonctionnaire qui privera un citoyen du droit qui lui appartient, seront aussi méprisés et détestés que le misérable qui vole une bourse ! ».
Il va participer au journées de juillet 1830 contre les ordonnances de Charles X. Il a reçu la croix de Juillet et s'engage à nouveau dans l'armée. Il a été aide-de-camp du maréchal Gérard et a participé au siège d'Anvers. De cette campagne date son amitié avec le duc d'Orléans. Il est capitaine de cavalerie en 1831, cependant, jaloux de son indépendance, il donne sa démission en 1833. Il a écrit plusieurs mémoires pendant le règne de Louis-Philippe.
Dans la brochure Le ministère devenu communiste sur la question des voies de communication parue en 1842, il dénonce le projet visant à « faire transporter toutes les marchandises au frais de la communauté » avec la revendication des transports à bon marché et critique Alexis Legrand qui a fait les plans du premier réseau de chemin de fer mais dirige l'administration des ponts et chaussées dont il critique les lenteurs et « l'insouciance des hommes qui n'ont de responsabilité ni pécuniaire ni morale ».
Il a fait sa fortune dans l'industrie du gaz d'éclairage.
Après la révolution de 1848, il s'est opposé à Ledru-Rollin qui ayant hérité d'une fortune de ses parents et de sa femme avait qualifié le capital d'infâme mais la Gazette des tribunaux informait « des précautions que prenait le virulent tribun pour empêcher la perte d'un infâme capital de 500 000 francs qu'il avait la douleur de posséder ». Il répond aux propos de Ledru-Rollin par la Lettre de M. Capital à M. Ledru-Rollin.
En 1850, il publie une brochure au moment où l'assemblée législative étudie un projet de loi modifiant le recrutement de l'armée présentée par le général d'Hautpoul, ministre de la guerre. Il commence cette brochure en affirmant une position de principe : « on n'est pas conservateur en étant immobile ». Il s'oppose à la possibilité du remplacement d'un homme contre de l'argent en conservant le principe que tout citoyen se doit à sa patrie. Il reproche les nombreux cas d'exemptions de service militaire prévus dans le projet de loi.
Dans sa pétition, Projet de pétition demandant l'appel au peuple pour l'abrogation des art. 45 et 111 de la Constitution, il s'en prend aux articles interdisant le renouvellement du mandat de président de la République. Il est probable que ces articles ont conduit au coup d'État du 2 décembre 1851 de Louis-Napoléon Bonaparte.
Dans les brochures qui suivent, il revient sur le conflit avec la Turquie, reprenant les thèmes déjà développés en 1829, et l'indépendance des peuples dans celle concernant la Pologne.
Il publie après 1860 plusieurs articles empreints des tendances économiques, philosophiques et sociales qui lui sont propres.

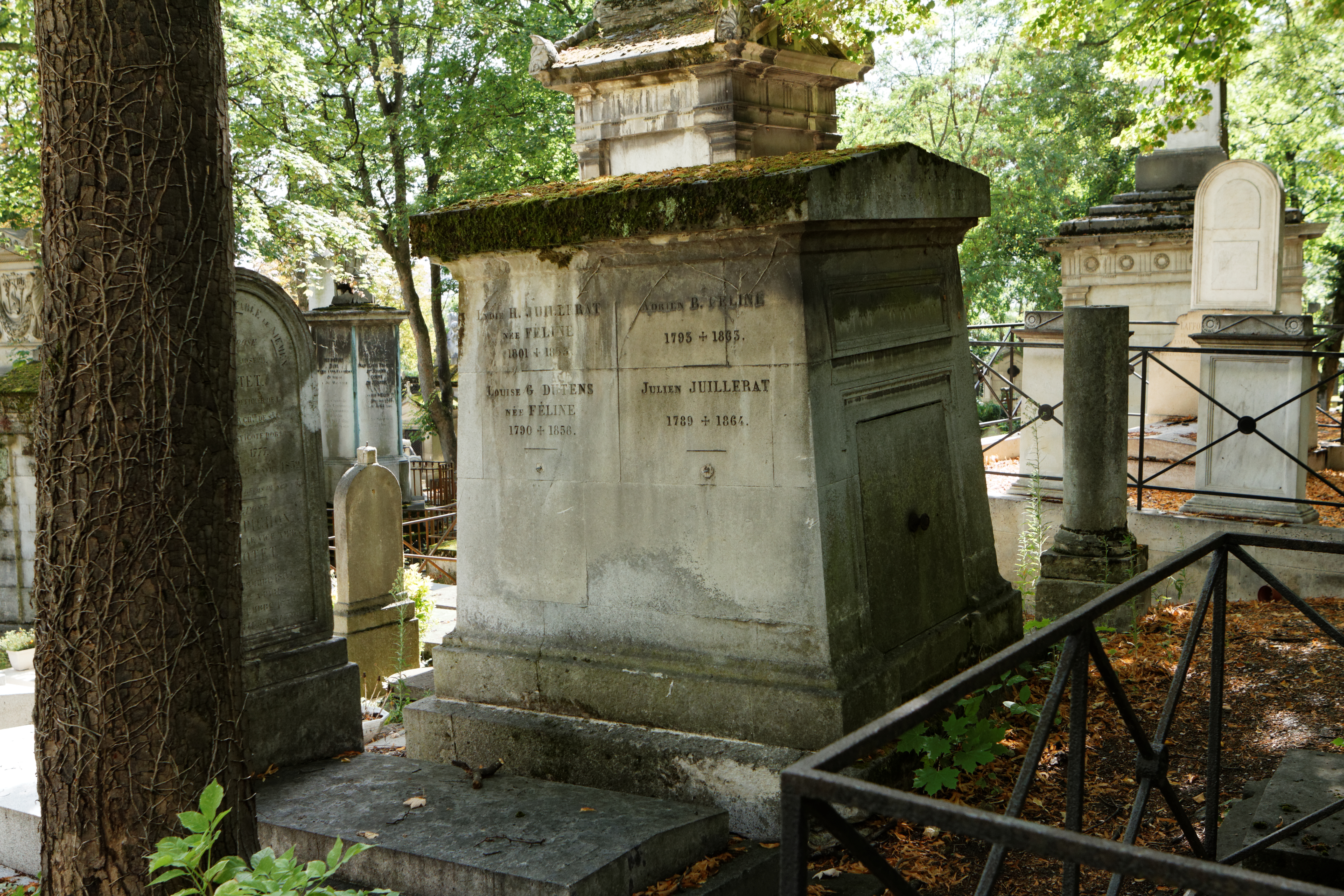
Tombe des familles Féline et Juillerat au cimetière du Père-Lachaise (Paris)

Il est enterré au cimetière du Père-Lachaise, division 39.

### Proposition de réforme de l'orthographe
Il a présenté plusieurs écrits sur la réforme du français. Il veut rendre l'enseignement de la lecture plus rapide aux illettrés des campagnes en créant un alphabet rationnel et phonétique de 35 lettres, chacune représentant un phonème – à l’exception de ‹ ɛ › qui en représente deux. La table ci-dessous montre pour chaque lettre le ou les phonèmes qu’elle représente.
| Voyelles  | Voyelles | Consonnes | Consonnes |
| Caractère | Phonème  | Caractère | Phonème   |
| --------- | -------- | --------- | --------- |
| a         | /a/      | p         | /p/       |
| â         | /ɑ/      | b         | /b/       |
| a̱         | /ɑ̃/      | m         | /m/       |
| e         | /e/      | t         | /t/       |
| ê         | /ɛ/      | d         | /d/       |
| ɛ         | /ə/, /œ/ | n         | /n/       |
| ɛ̂         | /ø/      | k         | /k/       |
| i         | /i/      | g         | /g/       |
| i̱         | /ɛ̃/      | ḡ         | /ɲ/       |
| o         | /ɔ/      | l         | /l/       |
| ô         | /o/      | ḻ         | /ʎ/       |
| o̱         | /ɔ̃/      | y         | /j/       |
| u         | /y/      | f         | /f/       |
| û         | /u/      | v         | /v/       |
| u̱         | /œ̃/      | w         | /w/       |
|           |          | s         | /s/       |
|           |          | z         | /z/       |
|           |          | h         | /ʃ/       |
|           |          | j         | /ʒ/       |
|           |          | r         | /ʁ/       |

Il propose ainsi de régulariser l'orthographe de façon que ce qui est semblable à l'oreille le soit aussi par l'écriture. Il appelle cette orthographe, l'orthographe phonétique. Puis quand l'élève a pris l'habitude de la lecture dans cette écriture « on le fait passer à la seconde partie, qui consiste en une histoire divisée en 48 chapitres. Le premier est en écriture phonétique ; dans le second, il y a une modification qui la rapproche de l'écriture usuelle ; dans la troisième, une autre ; ainsi de suite jusqu'au dernier, qui est écrit en écriture usuelle. Ces différentes modifications n'étant présentées  que successivement, lorsque l'élève est familiarisé avec les précédentes, il n'éprouve véritablement aucune difficulté ».
Cette évolution d'un alphabet idéologique dans un alphabet phonétique fait suite à plusieurs autres tentatives de François-Urbain Domergue (1806), Nicolas Beauzée, Marle aîné (1809) qui a inventé un sistem de reform ortografic, Volney (1821), Victor-Augustin Vanier (1829).
Ambroise Firmin Didot, qui défend le système d'Adrien Féline, indique que le général Daumas a mis en pratique le système de simplification de l'orthographe de Féline pour enseigner le français aux Arabes en Algérie.
Ferdinand Brunot présente les travaux orthographiques dans le tome XII de son Histoire de la langue française, et Pierre Larousse à l'article Néographie, du Grand dictionnaire universel du XIXe siècle, français, historique, géographique, mythologique, bibliographique, littéraire, artistique, scientifique, etc..
Edmond Texier critique le système graphique inventé par Adrien Féline l'accusant de semer l'anarchie en introduisant des fantaisies biscornues. Jean-Jacques Ampère critique les projets de modification de l'orthographe qui veulent « effacer les signes étymologiques d'une langue, c'est effacer ses titres généalogiques et gratter son écusson ». On reproche à cette proposition d'orthographe phonétique de ne plus faire la différence, par exemple, entre sain, saint, sein, seing, cinq, ceint.
Julien Tell (Julien Aimable Telle) écrit dans son livre Les grammairiens français depuis l'origine de la grammaire en France jusqu'aux dernières œuvres connues que l'alphabet proposé par Adrien Féline est pour lui le plus simple et le plus praticable qui ait jamais été proposé mais qu'il désapprouve ce système car il détruit toute la sagesse de l'écriture car il n'a eu aucun égard pour la science de cette écriture.

## Publications
- Quelques considérations sur le projet de recrutement, par un sous-lieutenant, imprimerie Renaudière, Paris, 1818
- Réflexions sur le projet de faire une fournée de pairs afin de changer la majorité de la Chambre, 1827
- Pétition présentée à la Chambre des Députés pour la prier de prendre en considération les événemens de l'Orient et la guerre par laquelle la Russie menace l'indépendance de l'Europe, imprimerie de Gaultier-Laguionie, Paris, 1829 (lire en ligne)
- Réponse aux mémoires du général Baron de Richemont sur la politique de l'Europe et les intérêts de la France, Delaunay, Paris, 1829 (lire en ligne)
- Observations sur le projet de loi sur la garde nationale, offertes à la Chambre des députés, imprimerie de Gaultier-Laguionie, Paris, 1830
- De la pairie. Aux électeurs de 1831, imprimerie Dupont et Laguionie, 1831
- Des remontes et De l'administration des haras, dans Spectateur militaire, 1832
- De l'action de la caisse d'amortissement appliquée aux crédits extraordinaires, dans Association polytechnique. Compte rendu trimestriel, juillet 1832, p. 61-62 (lire en ligne)
- Situation actuelle des départemens de l'Ouest, examen critique du système suivi par le ministère et proposition de mesures nouvelles destinées à y rétablir l'ordre, chez Paulin, Paris, 1833 (lire en ligne)
- Mémoire sur les encouragements à accorder aux entreprises de chemins de fer, par Adrien Féline, Levrault, Paris, 1837
- Réforme électorale. Lettre à M. le rédacteur de la "Revue de l'Oise", imprimerie de Mme Fessart, Senlis, 1839 (lire en ligne)
- Réforme électorale. 2e lettre au rédacteur de la "Revue de l'Oise", imprimerie de Mme Fessart, Senlis, 1840 (lire en ligne)
- La France et l'Angleterre, imprimerie de Guiraudet et Jouaust, Paris, 1840 (lire en ligne)
- Observations sur les fortifications de Paris, imprimerie Guiraudet et Jouaust, 1841
- Le ministère devenu communiste sur la question des voies de communication, Mathias, Paris, 1842
- De l'Algérie et des moyens d'assurer son avenir, chez Auguste Leneveu, Paris, 1842 (lire en ligne)
- Du rôle de la caisse d'amortissement dans l'émission des emprunts, dans Revue indépendante, 1844, p. 295-297 (lire en ligne), réponse au rédacteur de la revue (lire en ligne)
- De l'infériorité prétendue de la France vis-à-vis de l'Angleterre, en cas de guerre maritime, dans Revue indépendante, 1844, p. 5-16 (lire en ligne)
- Un procès en Chine, dans Revue indépendante, 1845, p. 249-256 (lire en ligne)
- Madagascar, extrait de la Revue indépendante, 1846 (lire en ligne)
- Essai sur la politique européenne, dans Revue indépendante, 1846, p. 325-340 (lire en ligne)
- De l'organisation de l'armée en Algérie, dans Revue indépendante, 1846
- De la Banque de France et de ses relations avec le commerce, dans Revue indépendante, 1847, p. 325-332 (lire en ligne)
- Lettre de M. Capital à M. Ledru-Rollin, chez Giroux et Vialat, Lagny, 1849
- Observations sur le chemin de fer de Chalon à Avignon 77 millions au lieu de 285, par M. Adrie  n Féline, 1851
- Projet de pétition demandant l'appel au peuple pour l'abrogation des art. 45 et 111 de la Constitution, Garnier frères libraire, Paris, 1851 (lire en ligne)
- Guerre d'Orient. De la coopération nécessaire des puissances neutres, librairie Charpentier, Paris, 1854 (lire en ligne)
- Lettre à S. M. l'Empereur d'Autriche sur le rétablissement de la Pologne, Firmin-Didot, Paris, 1854
- Aux actionnaires de la Société du gaz parisien, 1857
- Du congrès et des confédérations italienne et germanique, chez Ledoyen, Paris, 1859 (lire en ligne)
- Essai de philosophie et de morale rationnelles, 1860

### Mémoires sur l'orthographe du français
- Dictionnaire de la prononciation de la langue française, indiquée au moyen de caractères phonétiques ; précédé d'un mémoire sur la réforme de l'alphabet, chez Firmin-Didot frères, Paris, 1851 (lire en ligne)
- Mémoire sur la réforme de l'alphabet à l'exemple de celle des poids et mesures, 1848
- Méthode pour apprendre à lire par le système phonétique, 1854
- Exercices de lecture phonétique pour le premier âge, par Adrien Féline. Conversations d'une petite fille avec sa maman, 1860

## Brevet d'invention
- Brevet d'invention accordé le 8 mars 1841 pour l'emploi du bitume comme combustible appliqué à certains usages (lire en ligne)

## Famille
- Jean Féline, appartenait à une famille protestante qui avait dû quitter la France après la révocation de l'édit de Nantes, il s'était marié en Hollande avec une demoiselle appartenant à une famille venue de La Rochelle. Après son mariage, il s'est établi en France où il a fondé une maison de banque et a fait fortune :
  - Louis Féline, marié en 1789 dans une famille de protestants français :
    - Louis Féline (1790-1858)
    - Adrien Féline, resté célibataire.
    - Philippe Féline (1797-1876), frère cadet, marié en 1847 avec Olympe Dutens (†1901) dont il eut une fille Léonie Féline (1851-1861), membre de l'Église réformée de Paris, diacre successivement des paroisses de l'Oratoire et du Saint-Esprit.
    - Lydie Féline (1801-1853), mariée à Julien Juillerat (1789-1864)
      - Jules-Adrien Juillerat (1838-1876)[8].